# Léolo
Léolo ist ein französisch-kanadischer Film  aus dem Jahr 1992. Jean-Claude Lauzon führte Regie und schrieb das Drehbuch.

## Handlung
Der Film erzählt die Geschichte von Léo Lauzon, einem 14-jährigen Jungen, der mit seiner Familie in ärmlichen Verhältnissen in einem Haus in Montreal lebt. Einige Mitglieder der Familie sind psychisch krank und der Junge benutzt seine Phantasie, um dem realen Leben zu entfliehen und von Angst frei zu sein. Er glaubt, dass seine geliebte Mutter nicht von seinem Vater geschwängert wurde, sondern über eine importierte Tomate, die zufällig in ihre Vagina geriet, auf die sein italienischer Vater angesichts der Reize einer gutgebauten jungen Italienerin ejakuliert hatte. Ab sofort nennt er sich Léolo. Die Jungen in seiner Umgebung sind auch keine gute Umgebung für ihn: Betrunken vergehen sie sich an einer weiblichen Katze. Léolos Sexualität erwacht, während er vom etwas älteren italienischen Nachbarsmädchen Bianca träumt. Am Ende holt ihn die unter seinen Angehörigen verbreitete Krankheit ein und bringt ihn in die Psychiatrie. Dort wird er beispielsweise mit Eisbädern „behandelt“, die seine Krankheit heilen sollen.
Eine Schlüsselrolle im Film spielt das Buch L'avalée des avalés von Réjean Ducharme. Das Buch wurde 2012 erstmals ins Deutsche übersetzt („Von Verschlungenen verschlungen“, Traversion 2012).

## Kritiken
- Lexikon des internationalen Films: „Die Erinnerungsarbeit setzt einen rauschhaften Strom von Bildern frei, unkontrolliert, aber von verstörender Schönheit. Eine schonungslose filmische Selbsttherapie, die auch Monstrositäten und Schockmomente birgt.“[1]
- Fischer Film Almanach 1994: „Lauzon gelingt es, mit deftigen Bildern und poetischen Texten des Ich-Erzählers Léolo eine Intensität zu entwickeln, die den Betrachter in ihren Bann zieht. Léolo, das ist Lauzon selbst. Um sich von seinen Kindheitserinnerungen zu befreien, verarbeitet er sie in Filmen.“[2]
- 2005 benannte das Nachrichtenmagazin TIME Léolo als einen der 100 besten Filme aller Zeiten.[3]
- Roger Ebert schrieb am 31. Juli 2005 in der Chicago Sun-Times, die technische Brillanz des Films sei erstaunlich. Das Werk wäre voll von Leidenschaft. Die Charaktere seien grotesk, menschlich und sympathisch.[4]

## Auszeichnungen
- 1992 gab es drei Genie Awards, und zwar François Barbeau für das beste Kostümdesign, Michel Arcand für den besten Schnitt und Jean-Claude Lauzon für das beste Originaldrehbuch. In sechs weiteren Kategorien wurde der Film nominiert.
- 1992 gewann Lauzon beim Toronto International Film Festival den Spezialpreis der Jury für den besten kanadischen Kinofilm.
- 1992 erhielt Lauzon beim Vancouver International Film Festival den Preis für das beste kanadische Drehbuch.
- 1992 bekam Lauzon bei der Semana Internacional de Cine de Valladolid den Hauptpreis Goldene Ähre.
- 1992 wurde Lauzon in Cannes in der Kategorie Goldene Palme – Bester Film nominiert.
- 1993 gewann Lauzon beim Fantasporto den Publikumspreis und als bester Regisseur. Nominiert wurde er außerdem für den besten Film.

## Hintergründe
Gedreht wurde in Italien und Montreal.
Dies war Lauzons zweiter und letzter Kinofilm. Er starb 1997 bei einem Flugzeugabsturz, während er an seinem nächsten Projekt arbeitete.